# 富山大学都市デザイン学部
富山大学都市デザイン学部（とやまだいがくとしデザインがくぶ、Faculty of Sustainable Design）は、富山大学に設置されている理学系の地球科学、工学系の交通土木工学と材料工学の各学を学科にもつ理工系の学部。
都市デザイン学部における「都市デザイン」とは、人間の住環境や活動領域としての「都市」が快適で，安全・安心，活力ある場所（理想）となることを具現化するためのプロセスとその成果とし、都市デザイン学部における「デザイン」とは、「理想を具現化すること」としている。
なお、関連する大学院は理工学研究科理工学専攻に地球生命環境科学プログラム、都市・交通デザイン学プログラム、マテリアル科学工学プログラムが設置されており、合わせて紹介する。

## 沿革
- 1924年（大正13年）旧制富山高等学校（県立）、高岡高等商業学校が開校
- 1943年（昭和18年）富山高等学校が官立に
- 1944年（昭和19年）高岡高等商業学校が高岡経済専門学校に改称
- 1944年（昭和19年）高岡経済専門学校が高岡工業専門学校に改組
- 1949年（昭和24年）国立学校設置法により、富山県内の旧制高等学校や師範学校、旧制専門学校が合併し富山大学が開学。富山高等学校を母体に文理学部を、高岡工業専門学校を母体に工学部創設。工学部には工業化学科や金属工学科など3学科設置
- 1965年（昭和40年）工学部に化学工学科を設置
- 1967年（昭和42年）大学院工学研究科を創設
- 1977年（昭和52年）文理学部を改組し、人文学部と理学部とに分かれ、理学部に地球科学科が創設される
- 1978年（昭和53年）大学院理学研究科が創設される
- 1981年（昭和56年）大学院理学研究科に地球科学専攻 (修士課程) が設置される
- 1990年（平成2年）工業化学科と化学工学科と金属工学科を改組し、物質工学科と化学生物工学科を設置
- 1997年（平成9年）物質工学科と化学生物工学科を改組し、物質生命システム工学科を設置
- 1998年（平成10年）大学院理学研究科を廃止、工学研究科が理工学研究科に改称。大学院理工学研究科に理学研究科 (博士前期課程)の専攻を移す。工学研究科物質生産工学専攻 (博士後期課程) を母体に、物質科学専攻（博士後期課程）が設置された
- 2006年（平成18年）理工学研究科内の組織機構を再編、大学院教育を行なう理工学教育部と、研究を行なう理工学研究部に改組した。
- 2008年（平成20年）物質生命システム工学科を改組し、生命工学科、 環境応用化学科、材料機能工学科の3学科を開設
- 2018年（平成30年）都市デザイン学部が創設。理学部地球科学科が新設の都市デザイン学部の地球システム科学科へと移行。工学部材料機能工学科が都市デザイン学部材料デザイン工学科へ移行する[2]

## 学部組織
都市デザイン学部
- 地球システム科学科
- 都市・交通デザイン学科
- 材料デザイン工学科

## 大学院
理工学研究科
- 理工学専攻
  - 地球生命環境科学プログラム
  - 都市・交通デザイン学プログラム
  - マテリアル科学工学プログラム